# Notomicrus traili
Notomicrus traili är en skalbaggsart som beskrevs av Sharp 1882. Notomicrus traili ingår i släktet Notomicrus och familjen grävdykare. Inga underarter finns listade i Catalogue of Life.